# Seeing Red (film, 1983)
Pour les articles homonymes, voir Seeing Red.
Pour plus de détails, voir Fiche technique et Distribution.
Seeing Red est un film américain réalisé par Jim Klein, Julia Reichert, sorti en 1983.

## Synopsis
Un documentaire sur le Parti communiste des États-Unis d'Amérique.

## Fiche technique
- Titre : Seeing Red
- Réalisation : Jim Klein, Julia Reichert
- Scénario :
- Photographie :
- Montage : Jim Klein et Julia Reichert
- Production : Julia Reichert
- Société de production : Heartland Productions
- Société de distribution : Heartland Productions (États-Unis)
- Pays :  États-Unis
- Genre : Documentaire
- Durée : 100 minutes
- Dates de sortie : 
  -  États-Unis : octobre 1983 (Festival international du film de Chicago), 9 mars 1984

## Distinctions
Le film a été nommé à l'Oscar du meilleur film documentaire.